# Бишванатх
Бишвана́тх (бенг. বিশ্বনাথ, англ. Bishwanath) — город на северо-востоке Бангладеш, административный центр одноимённого подокруга. Площадь города равна 13,06 км². По данным переписи 2001 года, в городе проживало 12 783 человека, из которых мужчины составляли 52,71 %, женщины — соответственно 47,29 %. Плотность населения равнялась 979 чел. на 1 км². Уровень грамотности населения составлял 43 % (при среднем по Бангладеш показателе 43,1 %). 